# بالد موند (ایلینوی)
بالد موند (به انگلیسی: Bald Mound) یک منطقهٔ مسکونی در ایالات متحده آمریکا است که در شهرستان کین، ایلینوی واقع شده‌است. بالد موند ۲۲۴٫۰۳ متر بالاتر از سطح دریا واقع شده‌است.